# Ron Springett
Ronald Deryk George Springett (London, 1935. július 22. – 2015. szeptember 12.) világbajnok angol válogatott labdarúgókapus.
Az angol válogatott tagjaként részt vett az 1962-es és az 1966-os világbajnokságon.

## Sikerei, díjai
Anglia
- Világbajnok (1): 1966